# ゴールドルイス・ディキンソン
ゴールドルイス=ディキンソン (Goldlewis Dickinson) は、2D格闘ゲーム「GUILTY GEARシリーズ」に登場する架空の人物。担当声優は木村雅史。

## 設定
- 史上初のアメリカ合衆国現役軍人兼国防長官。武器は「AREA 51[1]」と記された自身の背丈ほどもある鎖付きの棺桶のような道具であり、中に青白く発光するUMAが収められている。戦いの際はこれを用いて法術を操る。
- 「国家の大黒柱」たる存在で、豊富な実戦経験に基づいた的確な状況判断が下せるうえ、部下や友人の危機には自ら最前線に立つことも辞さない、軍人の鑑である。彼個人の戦闘力はホワイトハウスの常駐警備兵全戦力に匹敵すると言われている。
  - 実際、彼の部下が「我々全員より、長官一人の方が強い」と溢している辺り、その膂力はだいぶ人間離れしていることが窺える。
- 基本的には外見通りのパワーキャラクターであり、RPGの弾頭を素手で受け止めた挙句、推進剤が残っている状態の侭で投げ返して処理するという荒技を披露したこともある。
  - ソルにすら傷をつけた銃弾の嵐を、棺桶型の道具から発生させたバリアで10秒近く持ち堪えながら部下の退避する時間を稼ぐ活躍も見せており、その技術も高い模様。
- 一人称は主に「私」だが、相手次第では「俺」を使う場面も見られる。
- 誠実かつユーモア溢れる人物でヴァーノン大統領とは軍人時代から、エリカ前大統領とは在任当時からの付き合いがあり、両者から信頼されている。また立場上、ジオヴァーナの上司にも当たり、彼女からは「ボス」と呼ばれている。
- 趣味がUMAの捜索であり、休日には自分自身でUMAを探し回っていて、使用している武器の中にいるUMAも自身で捕獲している。
- 「キャラクターパス1」第1弾のDLCキャラクターとして参戦。

## ゲーム中の性能
特徴
重量級のパワーキャラクター。防御係数は高い方で、根性値もそれなり以上に持ち合わせる。
同じく重量級のポチョムキンや名残雪とは異なりダッシュや空中ダッシュは可能。
「セキュリティレベル」という固有システムを持ち、時間経過でセキュリティレベルゲージが溜まって行き、一部の必殺技や覚醒必殺技が強化される特徴がある。
遠距離用の技もいくつか持っているが、発生が早い技が少なくP系の通常技に連打キャンセルが掛からない為か、相手に先に触られて攻められた場合も非常に厳しいものとなっている。
これらの特性により画面端では固められっ放しになってしまうことも珍しくない。
複雑な知識やテクニックは必要ないものの全体的に癖が強く、使いこなすには操作の慣れが要るキャラクターである。

## 技の解説

### 必殺技
※技名にはUMAや架空の生物に因んだものが多い。
サンダーバード
飛び道具系の必殺技。棺桶型の道具の中に収められているUMAが、プロペラの付いた機雷のような小型の機械を水平に飛ばす。
機械は一定距離を進むと消滅し、相手に触れると爆発する。
ベヒモスタイフーン
いわゆる打撃技。その場で棺桶型の道具を振り回す。
レバー入力の始動位置や向きによって以下のように性質が変わるのが特徴。
いずれも威力が高い上にケズリダメージもかなり多く、攻撃判定も非常に強い。また地上版のみガードされてもガードクラッシュさせる効力を持つ。
慣れないうちは使い分けが難しいが、中段技・下段技・浮かせ技など近距離での攻めに必要な一通りの攻撃が揃っており、ゴールドルイスの立ち回りや連続技の中核を成す技となっている。
スカイフィッシュ
飛び道具系の必殺技。バルカン砲を取り出し、水平に無数の弾を発射する。
弾速が非常に速く、相手の飛び道具を掻き消すことが可能。多段技なのでケズリダメージも多いものの、 打点がやや低く飛び越えられると隙が大きい為、遠距離からの反撃やケズリに適している面を持つ。
セキュリティレベルが高くなるとヒット数が増えるが、その分の動作も長くなる点が生じるので却ってリスクが高くなり易い弱点が存在している。

### 覚醒必殺技
ダウン・ウィズ・ザ・システム
いわゆる乱舞技。アッパーカットを繰り出し、打ち上げた相手にサンダーバードで追撃する。
連続技のほか、出掛かりが全身無敵なので用途としては割り込みやリバーサルに使える面を持つ。
バーン・イット・ダウン

## テーマミュージック
- The Kiss of Death